# 이 사랑 통역 되나요?
《이 사랑 통역 되나요?》(영어: Can This Love Be Translated?)는 Netflix에서 2025년 공개 예정인 대한민국의 로맨틱 코미디 드라마이다.